# Port lotniczy Punta Alegre
Port lotniczy Punta Alegre (IATA: UPA, ICAO: MUPA) – port lotniczy położony w Punta Alegre, w prowincji Ciego de Ávila, na Kubie.